# Yutaka Matsuzawa
Pour les articles homonymes, voir Matsuzawa.
Yutaka Matsuzawa (松澤 宥, Matsuzawa Yutaka) est un peintre japonais du XXe siècle né le 2 février 1922 et décédé le 15 octobre 2006.

## Biographie
Yutaka Matsuzawa est un peintre conceptuel. En 1946, il est diplômé en architecture de l'Université Waseda, à Tokyo. De 1955 à 1957, il séjourne aux États-Unis, où il abandonne l'architecture pour la philosophie des religions à l'Université Columbia. En 1970, à la Biennale de Tokyo, il monte un spectacle intitulé Ma mort.

Toute son expression artistique est sous-tendue par un profond sentiment eschatologique individuel et universel, selon lequel tout ce qui est visible est appelé à disparaître. En 1966, il produit d'abord une série d'œuvres intitulée Psi, puis une série de cartes postales aux titres caractéristiques: Le tableau qui n'est pas vu et qui ne peut pas être vu  ou Tableau montrant un Esprit dans le brouillard. Tel qu'il le formule dans son spectacle de la Biennale de Tokyo en 1970, le Nirvāna est un état permanent pour lequel il n'y a aucune distinction entre son concept et sa perception. Cette forme d'expression conceptuelle, du fait de son fondement métaphysique et religieux est qualifiée parfois de méta-art.